# دياب (ممثل)
دياب (7 ديسمبر 1979 -) مغني وممثل مصري

## حياته ومشواره المهني
حصل على مؤهل متوسط بسبب ظروفه المادية ولم يستطيع إكمال دراسته ولكن موهبته ساعدته في أن يتعلم على يد "فاروق الشرنوبي" و"صلاح الشرنوبي" بدأ الغناء مبكرًا في سن الخامسة عشرة في محلات والأفراح واكتشفه المنتج"نصر محروس" وعرض عليه أغنية "غمازات" وقام بوضعه في قالب المطرب الشعبي بالرغم من قدراته الفنية الكبيرة التي لم تقتصر على الغناء فقط بل وصلت إلى التمثيل ثل" ولكونه يمتلك صفة ابن البلد ويشبه الناس التي في الشوارع وجد المخرج "أكرم فريد" في صاحبة موهبة التمثيل والقدرة على التشكيل فرشحه في مسلسل "ساحرة الجنوب" عام 2015، في دور " هاني عدلي" قدم بعدها أعمالا عدة في التلفزيون والسينما 

### حياته الأسرية
تزوج من هاجر الأبياري في أكتوبر 2018

## أعماله

### في التلفزيون
| سنة الإنتاج | اسم المسلسل                     | الشخصية              |
| ----------- | ------------------------------- | -------------------- |
| 2025        | قلبي ومفتاحه                    |                      |
| 2024        | مليحة                           | (أدهم)               |
| 2024        | المداح: أسطورة العودة           | (الجن صخر)           |
| 2023        | تحت الوصاية                     | (صالح)               |
| 2023        | في كل أسبوع حكاية (حكاية تاكسي) | (رشدي)               |
| 2022        | توبة                            | (ابراهيم)            |
| 2021        | نسل الأغراب                     | (علي الغريب)         |
| 2020        | الاختيار                        | (الشيخ سالم)         |
| 2020        | البرنس                          | (كتكت)               |
| 2020        | فرصة تانية                      | (مدحت)               |
| 2019        | أبو جبل                         | (سعد)                |
| 2019        | بحر                             | (الضو)               |
| 2018        | ضد مجهول                        | (حمدي)               |
| 2018        | أيوب                            | (منصور)              |
| 2017        | الأب الروحي                     | (عبدالله العطار)     |
| 2017        | كلبش                            | (زناتي السيد زينهم)  |
| 2016        | ساحرة الجنوب 2                  | (هاني عدلي أبو باشا) |
| 2015        | ساحرة الجنوب                    | (هاني عدلي أبو باشا) |

### في السينما
| سنة الإنتاج | الفيلم         | الشخصية        |
| ----------- | -------------- | -------------- |
| 2024        | السرب          | العقرب         |
| 2018        | حرب كروموز     | (عباس حسبو)    |
| 2016        | بارتي في حارتي | عضو في العصابة |

### في المسرح
| سنة الإنتاج | المسرحية       | الشخصية |
| ----------- | -------------- | ------- |
| 2023        | شحاتين أكاديمي |         |
| 2020        | اللوكاندة      | أكرم    |

### الألبومات
| الألبوم        | العام | المنتج     |
| -------------- | ----- | ---------- |
| يا واد يا سوسو | 2014  | فري ميوزيك |
| العو           | 2010  | فري ميوزيك |

### فيديو كليبات
| الأغنية       | العام | المنتج                          | المخرج    |
| ------------- | ----- | ------------------------------- | --------- |
| 100وش         | 2018  | فري ميوزيك                      | نصر محروس |
| عسليات        | 2017  | فري ميوزيك                      | نصر محروس |
| حب دروشني     | 2016  | فري ميوزيك                      | نصر محروس |
| حواري بوخارست | 2015  | المصرية لمدينة الإنتاج الإعلامي | محمد بكير |
| العو          | 2010  | فري ميوزيك                      | نصر محروس |
| غمازات        | 2010  | فري ميوزيك                      | نصر محروس |

## وصلات خارجية
- دياب على موقع الدهليز
- دياب على موقع قاعدة بيانات الأفلام العربية